# Mohammed Said El Ammoury
Mohammed Said El Ammoury (* 29. Juni 1977) ist ein ehemaliger marokkanischer Straßenradrennfahrer.
Mohammed Said El Ammoury belegte 2006 und 2007 jeweils den zweiten Platz beim Grand Prix Maria Orlando. In der Saison 2008 konnte er das Rennen dann für sich entscheiden. Außerdem wurde er Dritter im Straßenrennen der marokkanischen Meisterschaft. Im Jahr darauf gewann er den Circuit Sidi Moumen und wurde Vierter der nationalen Meisterschaft. Bei der Tour du Faso wurde El Ammoury Dritter der Gesamtwertung und bei der Tour Eritrea gewann er als Starter der marokkanischen Nationalmannschaft die fünfte Etappe.

## Erfolge
2009
- eine Etappe Tour Eritrea

2010
- eine Etappe Tour du Mali
- Challenge du Prince – Trophée de l'Anniversaire
- Marokkanischer Meister – Straßenrennen